# Giovanni Simonetta
Giovanni Simonetta (Caccuri, 1420 circa – Vercelli, 1492 circa) è stato un politico e umanista italiano.

## Biografia
Fratello del noto statista Cicco Simonetta, nacque a Caccuri, dove svolse i primi studi e poi si trasferì a Milano con lo zio Angelo ed il fratello Francesco, detto Cicco, presso la corte degli Sforza. Nel 1460 divenne feudatario di Rocca di Neto e Roccella per concessione di Ferdinando I di Aragona.
Giovanni presto acquisì prestigio presso la corte milanese, divenendo prima cancelliere ducale e poi segretario del duca Francesco Sforza nel 1456. Dopo la morte di Francesco Sforza, completò la stesura della sua opera storiografica più importante, detta "Sforziade": Rerum Gestarum Francisci Sfortiae Mediolanensium Ducis Commentarii, in 31 libri, nei quali vengono esposti gli eventi nel Ducato di Milano negli anni a cavallo tra il 1442 e il 1466.
Dopo la morte del fratello Cicco, venne preso di mira da Ludovico il Moro, che lo fece esiliare a Vercelli, risparmiandogli la vita in quanto aveva celebrato la grandezza di suo padre. Morì in esilio in data imprecisata, dopo il 15 gennaio 1492.

## Opere

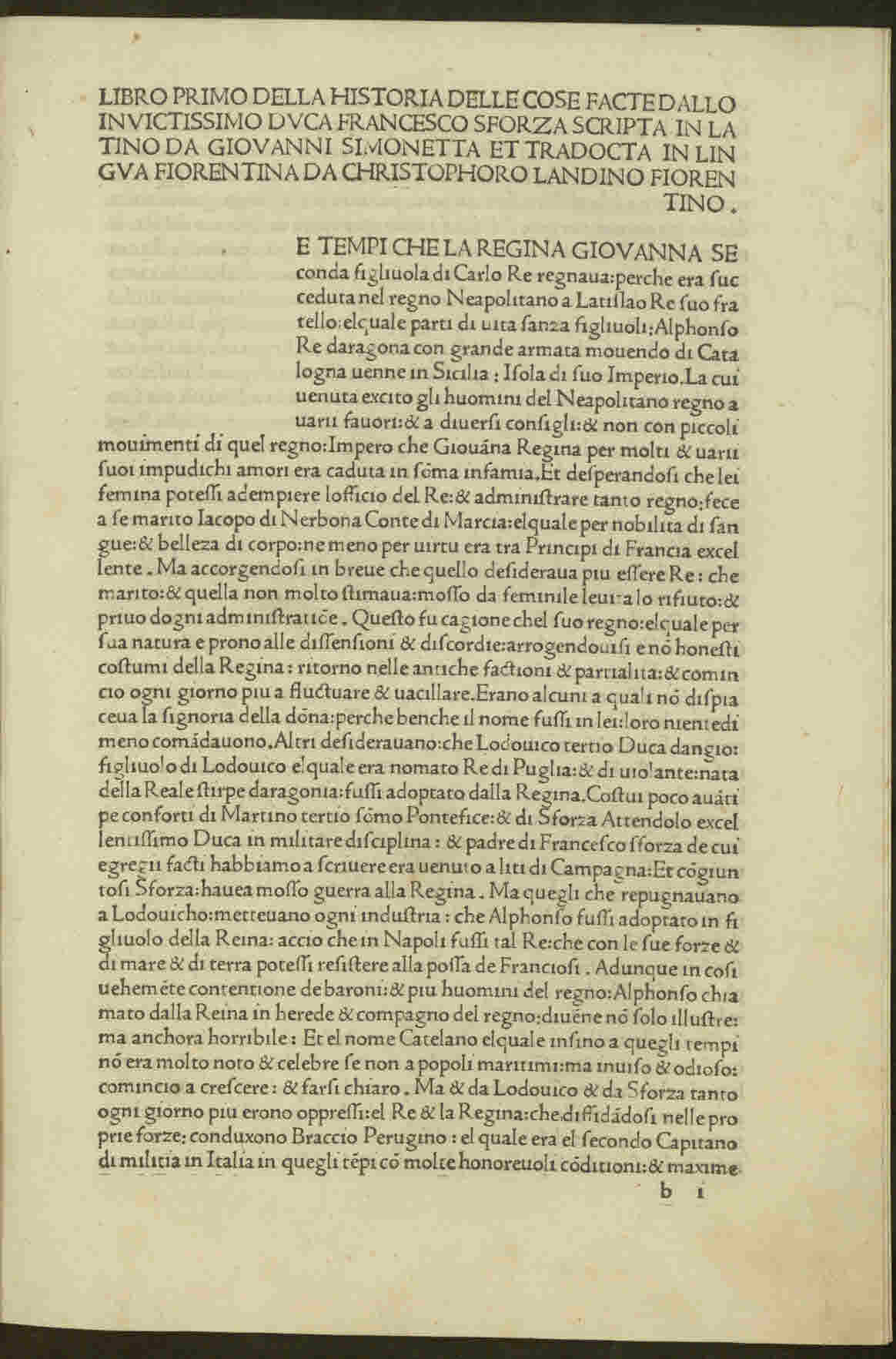
Historia delle cose facte dallo invictissimo duca Francesco Sforza, 1490

- Historia delle cose facte dallo invictissimo duca Francesco Sforza, Milano, Antonio Zarotto, 1490.
- Sfortiade fatta italiana de li gesti del generoso & inuitto Francesco Sforza, Venezia, Venturino Ruffinelli, 1543.
- (LA) Rerum gestarum Francisci Sfortiae mediolanensium ducis commentarii, Bologna, Nicola Zanichelli, 1932.